# Вальдек, Жан-Фредерик
Жан-Фредерик Максимильен де Вальдек (фр. Jean-Frédéric Maximilien de Waldeck, 16 марта 1766? — 30 апреля 1875) — французский авантюрист, любитель древностей, художник, картограф и путешественник. Отличаясь несомненным талантом, постоянно мистифицировал свою деятельность, в силу чего его биография является мало достоверной.

## Происхождение и обстоятельства жизни
Происхождение Вальдека неизвестно. В различных книгах и интервью, он утверждал, что родился в Париже, Вене или Праге, приписывал себе французское, английское или австрийское подданство, графский титул, но иногда называл себя бароном или герцогом из рода правителей Вальдека.
Со слов Вальдека, ещё в 1787 г. он совершил путешествие в Южную Африку; тогда у него впервые развился вкус к исследованиям. После возвращения в Париж учился живописи у Жака-Луи Давида, после чего участвовал в Египетской экспедиции Наполеона. Все эти сведения непроверяемы, и до 1820 г. никаких документов о жизни Вальдека, включая подтверждающие дату его рождения, нет.
Достоверно известно, что в 1830-е годы в Париже Вальдек занимался порнографической живописью, проиллюстрировав, в частности альковный трактат эпохи Ренессанса «Позы Аретино». Одновременно он заинтересовался историей Мексики и предпринял путешествие в эту страну. Позднее он заявил, что обнаружил этот трактат в женском монастыре в Паленке. Это была очередная мистификация.

## Вальдек в Мексике
Вероятно, Вальдек заинтересовался древностями Центральной Америки после встречи с известным оккультистом лордом Кингсборо (1795—1837), отстаивавшим теорию еврейского происхождения индейцев en:Lost Tribes of Israel. Вальдек продолжил работы Кингсборо, но его зарисовки сильно отличались, ибо Вальдек стремился придать памятникам майя черты сходства с искусством Древнего Египта. В 1825 г. он прибыл в Мехико, нанятый английской компанией в качестве инженера-гидравлика. Из столицы он отправился в Чьяпас и на Юкатан, и был первым исследователем, подробно описавшим такие известные города майя как Паленке и Ушмаль. В Паленке он провёл около двух лет.
Результатом мексиканской экспедиции стала книга Voyage pittoresque et archéologique dans la province d’Yucatan pendant les années 1834 et 1836, изданная в Париже в 1838 г. Книга была посвящена лорду Кингсборо и богато иллюстрирована. Именно фальсифицированные иллюстрации Вальдека во многом определили лицо майянистики XIX в., в частности, теории о связи Древней Америки и Египта. Позднее Вальдек тесно сотрудничал с Ш.-Э. Брассёр де Бурбуром, проиллюстрировал его книгу 1866 г. Monuments anciens du Mexique (Palenque, et autres ruines de l’ancienne civilisation du Mexique). Фальсификации присутствовали и здесь: «Пирамида волшебника» в Ушмале была стилизована под египетскую, а на ряде рельефов из Паленке отчётливо просматривались слоны, никогда не существовавшие на Юкатане.

## Кончина
Последняя персональная выставка литографий и картин Вальдека прошла в Париже в 1866 г., когда по собственному утверждению, ему было 100 лет. По официальным сведениям, он был сбит экипажем на Елисейских полях в возрасте 109 лет 45 дней. (М. Стингл утверждал, что художник засмотрелся на хорошенькую парижанку.)